# Hartman (Arkansas)
Hartman is een plaats (city) in de Amerikaanse staat Arkansas, en valt bestuurlijk gezien onder Johnson County.

## Demografie
Bij de volkstelling in 2000 werd het aantal inwoners vastgesteld op 596.
In 2006 is het aantal inwoners door het United States Census Bureau geschat op 631, een stijging van 35 (5,9%).

## Geografie
Volgens het United States Census Bureau beslaat de plaats een oppervlakte van
3,7 km², geheel bestaande uit land. Hartman ligt op ongeveer 118 m boven zeeniveau.

## Plaatsen in de nabije omgeving
De onderstaande figuur toont nabijgelegen plaatsen in een straal van 16 km rond Hartman.